# انور الحق احدی
انور الحق احدی کوچک محمد صیدالی (زادهٔ ۱۳۳۰ه‍.خ) سیاستمدار اهل افغانستان است. او وزیر مالیهٔ (دارایی) دولت حامد کرزی بود. وی هم‌اکنون وزیر وزارت زراعت، آبیاری و مالداری و رهبر جبههٔ ملی نوین افغانستان (حزب افغان ملت پیشین) است.

## زندگی‌نامه
انور الحق احدی فرزند قاضی عبدالحق، در سال ۱۳۳۰ خورشیدی، در ولسوالی سروبی مربوط به ولایت کابل به دنیا آمد. او تحصیلات ابتدایی و ثانوی را در لیسهٔ عالی حبیبیه به پایان رسانیده سپس کارشناسی و کارشناسی ارشد خود را در رشتهٔ اقتصاد و علوم سیاسی از دانشگاه آمریکایی بیروت به‌دست‌آورد. او کارشناسی ارشدِ تخصصی خود را در رشتهٔ امور مالی و اداری از دانشگاه نورث وسترن و پسانتر دکترای خود را در رشتهٔ علوم سیاسی دانشگاه علوم سیاسی همین دانشگاه بدست آورده است. دکتور انور الحق احدی در سال ۱۹۸۴م به حیث دستیار پروفسور علوم سیاسی در دانشگاه کارلتون آمریکا، در سال‌های ۱۹۸۵ تا ۱۹۸۷ و آمر بانکداری در بانک کانتیننتال ایلینوی شیکاگو، در سال‌های ۱۹۸۷ تا ۲۰۰۲ به حیث پروفسور علوم سیاسی در دانشگاه پراویدنس و از ۲۰۰۲ تا دسامبر ۲۰۰۴ به حیث رئیس عمومی بانک مرکزی افغانستان ایفای وظیفه نموده است. موصوف در دسامبر ۲۰۰۴ به حیث وزیر مالیه در کابینهٔ نو حامد کرزی مقرر گردیده و هم‌اکنون وزیر وزارت زراعت، آبیاری و مالداری در کابینه محمد اشرف غنی است.
انور الحق احدی، رئیس حزب «افغان ملت» می‌باشد. وی دارای نوشته‌های علمی متعددی در مجله‌ها، جریده‌ها و روزنامه‌های درون و بیرون کشور می‌باشد. در کنار آن کتاب‌های علمی نیز نوشته است.